# كيث براون (لاعب كرة قاعدة)
كيث براون (بالإنجليزية: Keith Brown)‏ هو لاعب كرة قاعدة أمريكي، ولد في 14 فبراير 1964 في فلاغستاف في الولايات المتحدة.

## وصلات خارجية
- كيث براون على موقعبيزبول رفرنس.كوم (الدوري الرئيسي) (الإنجليزية)
- كيث براون على موقعبيزبول رفرنس.كوم (الدوري الثانوي) (الإنجليزية)
- كيث براون على موقع مشجعي الرسوم البيانية (الإنجليزية)